# Doodsadder
De doodsadder (Acanthophis antarcticus) is een cobra-achtige slang uit de familie koraalslangachtigen (Elapidae). De slang is zeer giftig en bij een beet kan het gif dodelijk zijn voor mensen.

## Naam en indeling
De wetenschappelijke naam van de soort werd voor het eerst voorgesteld door George Shaw in 1794. Oorspronkelijk werd de wetenschappelijke naam Boa antarctica gebruikt. Later werd de soort aan andere geslachten toegekend, zoals Ophryas en Vipera. Het geslacht Vipera behoort tot de adders en de doodsadder lijkt weliswaar op een adder maar is er niet aan verwant. Net zoals adders heeft de doodsadder een driehoekige vorm van de kop en daarnaast heeft de slang gekielde dorsale schubben, dat wil zeggen dat de schubben aan de rugzijde een klein opstaand randje (kiel) hebben in de lengterichting. Bij de meeste koraalslangachtigen komen gekielde schubben niet voor maar bij de adders zijn dergelijke schubben heel normaal. De kop is bij de meeste koraalslangachtigen afgerond en enigszins ei-vormig.

## Uiterlijke kenmerken
De slang bereikt een lichaamslengte van 50 centimeter tot ongeveer een meter. De lichaamskleur is bruin tot zwart met lichtere banden. Sommige variaties zijn zwart van kleur en hebben dunne witte banden met daartussen bruine banden. De slang heeft 21 tot 23 rijen schubben in de lengte op het midden van het lichaam, de dorsale schubben zijn niet of licht gekield. Aan de buikzijde is een enkele rij schubben aanwezig die wit van kleur zijn en vaak kleine zwarte vlekjes hebben.

## Verspreiding en habitat

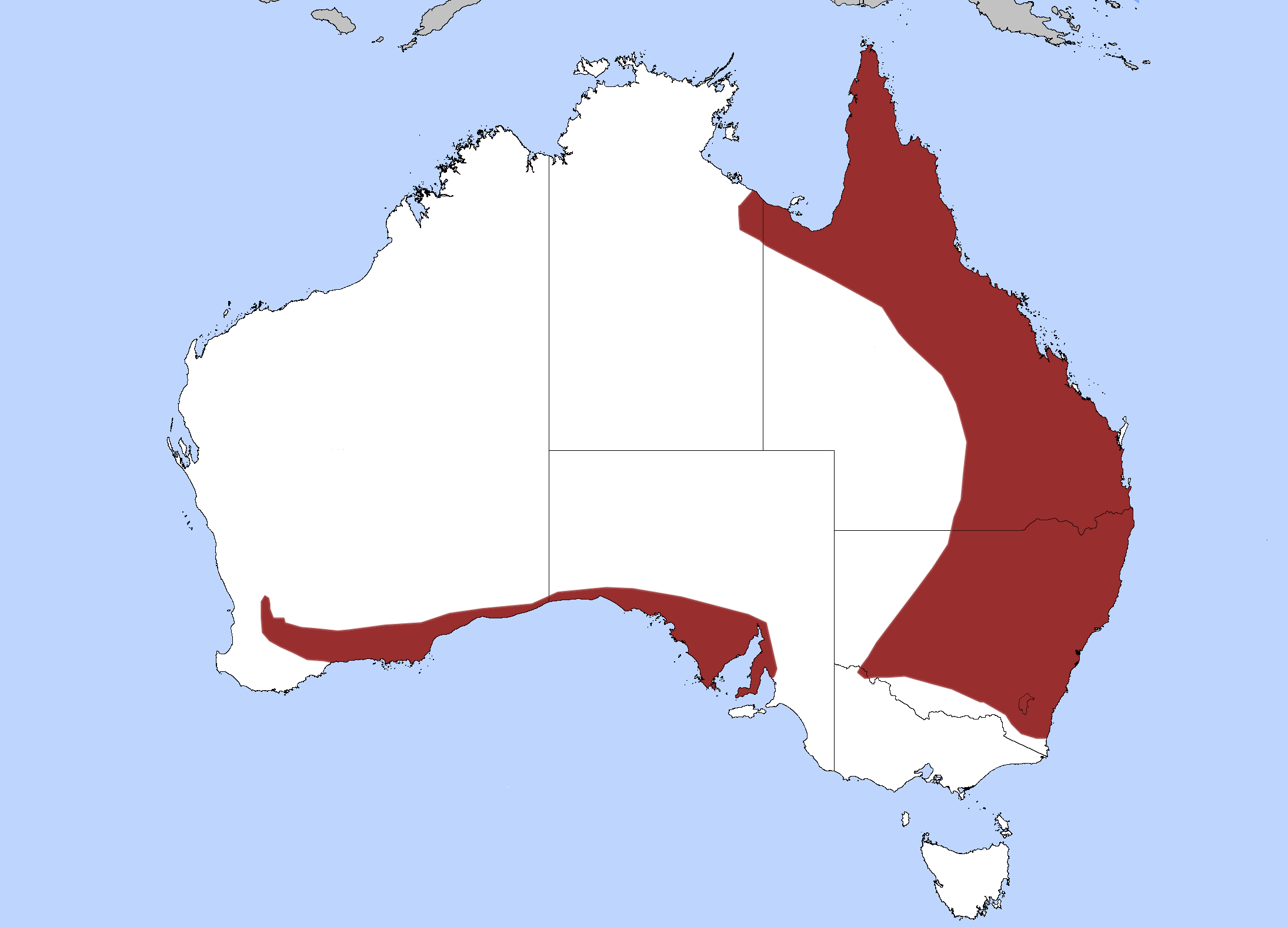
Verspreidingsgebied binnen Australië in het rood.

Deze soort komt voor in delen van Azië, te weten Papoea-Nieuw-Guinea en in grote delen van Australië. In Australië komt de doodsadder voor in de deelstaten New South Wales, Noordelijk Territorium, Queensland, Victoria, West-Australië en Zuid-Australië. De slang ontbreekt alleen in woestijnachtige gebieden en de zuidwestelijke delen van het land. De habitat bestaat uit droge tropische en subtropische bossen, vochtige tropische en subtropische laaglandbossen, droge savannen en verschillende typen scrublands en graslanden. De doodsadder graaft zich deels in in het zand om overdag te rusten en komt alleen tevoorschijn tijdens de nachtelijke jacht.

## Levenswijze
Op het menu staan kleine vogels, muizen en soms hagedissen. Prooidieren worden gelokt door de zeer beweeglijke en afwijkend gekleurde staartpunt. Door de staartpunt als een wormpje te bewegen worden namelijk insecteneters gelokt die -als ze dichtbij komen- worden gebeten. Het gif van de doodsadder is ook voor mensen dodelijk.
De doodsadder is eierlevendbarend; de vrouwtjes leggen geen eieren maar brengen levende jongen ter wereld. Per worp worden tot ongeveer twintig jongen geboren.

## Beschermingsstatus
Door de internationale natuurbeschermingsorganisatie IUCN is de beschermingsstatus 'veilig' toegewezen (Least Concern of LC).